# باري بريدغز
باري بريدغز (بالإنجليزية: Barry Bridges)‏ هو مدرب كرة قدم ولاعب كرة قدم بريطاني، ولد في 29 أبريل 1941 في Horsford ‏ في المملكة المتحدة. شارك مع منتخب إنجلترا لكرة القدم. أما مع النوادي، فقد لعب مع باتريك أتلتيك وبرايتون أند هوف ألبيون وبرمنغهام سيتي وتشيلسي وكوينز بارك رينجرز ونادي سليغو روفرز ونادي ميلوول.

## وصلات خارجية
- باري بريدغز على موقع قاعدة بيانات كرة القدم.إي يو (الإنجليزية)
- باري بريدغز على موقع ناشيونال فوتبول تيمز (الإنجليزية)